# Corpus hippocratique

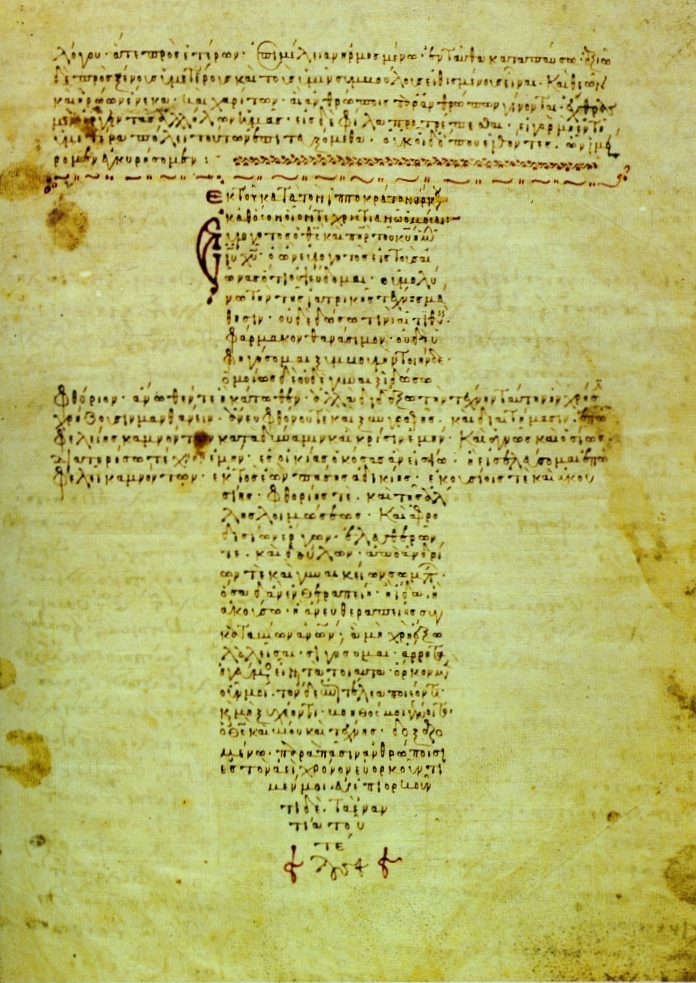
Manuscrit byzantin du XIIe siècle du Serment d'Hippocrate sous la forme d'une croix

Magni Hippocratis medicorum omnium facile principis, opera omnia quae extant, 1657

Le Corpus hippocratique (en latin Corpus Hippocraticum), la Collection hippocratique ou le  Canon d'Hippocrate  est un recueil d'une soixantaine de livres de médecine écrits en ionien et que la tradition attribue au médecin grec Hippocrate. Ils sont cependant très disparates dans leur contenu, la datation et le style et leur paternité réelle est en grande partie douteuse. De tous les volumes du Corpus, il s'est avéré qu'aucun n'était de la main d'Hippocrate lui-même, bien que certaines sources disent le contraire et ce travail est probablement l'œuvre de ses étudiants et de ses adeptes, plus d'une dizaine, peut-être plusieurs siècles après sa mort. La recherche sur les traités authentiques du corpus est désignée comme la Question Hippocratique.
En raison du caractère hétéroclite des sujets, des styles et de la date apparente de rédaction, les chercheurs pensent qu'il n'aurait pas pu être écrit par une seule personne. Mais le corpus porte le nom d'Hippocrate qui lui a été attribué dans l'Antiquité et les enseignements du corpus suivent en général ses principes. Il s'agirait peut-être des vestiges d'une bibliothèque de Cos, ou d'une collection d'œuvres compilées au IIIe siècle av. J.-C. à Alexandrie. L'école de médecine grecque de Cos n'a cependant pas été la seule qui ait contribué au Corpus, l'école de Cnide a également joué un rôle dans son élaboration.
Ce corpus, qui a bénéficié de nombreuses rééditions, a marqué la pensée médicale occidentale pendant plus de vingt siècles.

## Contenu
Le Corpus hippocratique contient des manuels, des conférences, des études, des notes et des essais philosophiques sur divers sujets de médecine, regroupés sans aucun ordre particulier,. Le nombre de traités est important mais est dû à la transmission manuscrite qui en disloqua plusieurs d'entre eux. Ces ouvrages ont été rédigés pour différents publics, spécialistes et profanes, et ont parfois été écrits à partir de points de vue opposés, ce qui explique que d'importantes contradictions peuvent apparaître entre les différentes parties du Corpus,. Les listes des écrits Hippocratiques ainsi que de nombreux renvois témoignent que plusieurs traités sont mutilés ou perdus.
Une grande partie du corpus est constitué d'histoires de cas, qui sont au nombre de quarante-deux. Parmi ceux-ci, 25 (soit 60 %) ont eu pour issue la mort du patient. La quasi-totalité des maladies décrites dans le Corpus sont des maladies endémiques : le rhume, la consomption, la pneumonie, etc.

### Liste des œuvres
| 1. Le Pronostic 2. Des Airs, des eaux et des lieux 3. Du Régime dans les maladies aiguës 4. Les Aphorismes 5. Les Épidémies 6. Des Articulations 7. Des Fractures 8. De Instruments de réduction 9. Le Serment 10. De l'ancienne médecine 11. Des Fractures 12. L'établissement du médecin ou du Chirurgien 13. Traité sur les blessures de la tête 14. La loi 15. De la Nature de l'homme 16. Les régimes et la santé 17. Les Prénotions coaques 18. Les Prorrhétiques | 1. Des ulcères 2. Des fistules 3. Des hémorroïdes 4. Sur les poumons 5. De la maladie sacrée 6. L'homme et les lieux 7. De l'art 8. Des régimes et des rêves 9. Des affections 10. Des affections internes 11. Des maladies 12. Du septième mois du fœtus 13. Du huitième mois du fœtus 14. Sur la chirurgie 15. Sur la génération 16. Sur la nature de l'enfant 17. Sur les maladies de la femme 18. Sur les maladies des jeunes femmes 19. Sur les femmes stériles 20. La superfétation | 1. Sur le cœur 2. Les affections 3. Sur les semaines 4. Sur les glandes 5. Sur la nature des os 6. Le médecin 7. La conduite honorable 8. Préceptes 9. Sur l'Anatomie 10. Sur la vue 11. De la dentition 12. Sur la nature de la femme 13. Sur l'extraction du fœtus 14. Sur les crises 15. Sur les jours critiques 16. Sur les médicaments purgatifs 17. Sur les blessures dangereuses (perdu) 18. Sur les armes de jet et les blessures (perdu) |

Émile Littré dans son édition d'Hippocrate, classe les traités en 11 catégories, selon le statut, en sachant que l'attribution repose sur des hypothèses. Les titres, forgés par les éditeurs et commentateurs antiques, ne sont pas identiques suivant la transmission historique.
Ainsi, il considère comme authentique de l'Ancienne médecine, le Pronostic, les Aphorismes, les livres I et III des Épidémies, le traité du Régime dans les maladies aiguës, des Airs, des Eaux et des Lieux, des Articulations, des Fractures, des Instruments de réduction, des Plaies de tête, le Serment et la Loi.
La majorité des écrits sont inauthentiques, ce sont souvent des opuscules, des compilations d'écrits hippocratiques, voir des brouillons. L'attribution est spéculative : 
- Écrits par Polybe, gendre d'Hippocrate : Nature de l'homme et du Régime des gens en santé
- Potentiellement composé par Léophanès : de la Superfétation, fragmentaire
- Ceux provenant des Asclépiades : Prénotions de Cos et livre I des Prédictions
- Ceux de l'école de Cos : Ulcères, des Fistules et des Hémorrhoïdes, de la Maladie sacrée, des Airs, des Lieux dans l’homme, sur l’Art, du Régime et des Songes, des Affections, des Affections internes, livres I à III des Maladies, de la Naissance à sept mois et de la Naissance à huit mois
- Ensemble d'un même auteur anonyme : de la Génération, de la Nature de l'enfant, livre IV des Maladies, des maladies des femmes, des Maladies des jeunes filles et des Femmes stériles
- Les autres écrits anonymes : du Cœur, sur l'Aliment, sur les Principes ou les Chairs, sur les Semaines, livre II des Prédictions, de la Nature des os, du Médecin, sur la Conduite honorable, les Préceptes, sur l'Anatomie, de la Dentition, de l'Excision du fœtus, de la Vue, de la Nature de la femme, la huitième section des Aphorismes, sur les Crises, sur les Jours critiques, sur les Médicaments purgatifs, des Lettres, le Décret durant la guerre du Péloponnèse et des Discours.
- Prises de notes, brouillons d'auteurs anonymes : livres II, IV, V, VI et VII des Épidémies, de l'Officine du médecin, des Humeurs, sur l'Usage des liquides

### Le serment
L'œuvre la plus célèbre du corpus hippocratique est le Serment d'Hippocrate, un point de repère pour l'éthique médicale. Le serment d'Hippocrate est à la fois philosophique et pratique, il traite non seulement de principes abstraits, mais aussi de questions pratiques telles que l'élimination des calculs rénaux  et la rétribution des enseignants. Ce texte complexe n'est probablement pas l'œuvre d'un seul homme,.
Bien qu'il soit d'origine inconnue, comme beaucoup d'autres œuvres de cette période, il est inclus dans le corpus et attribué à Hippocrate par la tradition historique. En effet, ce court travail est devenu une œuvre très importante dans l'histoire de la médecine. Traditionnellement, il était prononcé au début de la carrière des médecins, peut-être par de jeunes diplômés de l'école de médecine. En raison de son ancienneté, toutefois, le serment est rarement prononcé aujourd'hui dans sa forme originale. Mais, il a inspiré d'autres serments similaires et les lois qui définissent les règles d'une bonne pratique médicale et de l'éthique médicale. Ces serments sont encore prononcés de nos jours.

## Paternité et constitution du corpus
La paternité du corpus divise grandement les historiens et philologues. L'ensemble du débat est souvent désigné comme la « Question hippocratique », à l'image de la question homérique,.
Ainsi, bien que plusieurs sources proclament que le corpus est entièrement authentique, la plupart des savants refusent l'authenticité partielle ou complète. Durant l'antiquité, les contemporains soupçonnaient alors qu'un tiers des traités étaient apocryphes, désignés alors comme « bâtards ». L'érudition moderne est très sceptique sur la paternité du corpus. Sur la soixantaine de traités, Littré n'en authentifie que onze, et d'autres philologues revoient ce nombre à la baisse. Le style, le vocabulaire et les doctrines diffèrent trop pour voir un seul et même auteur. Dès l'antiquité, la théorie des humeurs, la base de sa pensée, est attribuée à son disciple Polybe. L'éditeur Franz Zacharias Ermerins (en) repéra 19 auteurs différents. Polybe et Syennénis sont les deux seuls auteurs connus du corpus, d'après le témoignage de l'Histoire des Animaux d'Aristote. Des hypothèses sur la question hippocratique furent formulées tout au long de l'histoire, les savants étant divisés sur un passage du Phèdre de Platon, le plus vieux témoignage parvenu, pour recouper une partie des écrits.
Des listes d'œuvres furent établies et permettent de connaître l'évolution du corpus. Bacchios de Tanagra, au IIIe siècle av. J.-C., liste une vingtaine d'écrits, soit le noyau primitif de l'école de Cos, des étudiants d'Hippocrate. Plusieurs savants déclarent que cette liste serait les restes d'une bibliothèque de Cos, auquel les ouvrages recouvrés sont attribués à Hippocrate. Érotien donne une quarantaine d'écrits, comprenant les ajouts de l'école de Cnide. La distinction ou rivalité entre les écoles de Cos et de Cnide n'est pas certaine. Une vingtaine de traité supplémentaire vient des ajouts dû à la transmission manuscrite durant l'Antiquité et le Moyen Âge pour avoir la soixantaine d'écrits du corpus actuel,.

## Style
Le Corpus a été écrit dans un style qui, depuis des siècles, est jugé remarquable et que certains décrivent comme « clair, précis et simple ». Il est souvent apprécié pour son objectivité et sa concision, mais certains le trouvent « aride et austère ». Francis Adams, un des traducteurs du Corpus, va plus loin et le qualifie parfois d'« obscur ». Si tout le Corpus n'est pas rédigé dans ce style laconique, c'est le cas de la plus grande partie. Hippocrate avait l'habitude d'écrire ainsi.
L'ensemble est écrit en dialecte ionien, alors que l'île de Cos se trouvait dans une région où l'on parlait le dorien. Cette utilisation littéraire du ionien à la place du dialecte dorien évoque les habitudes des scientifiques de la Renaissance, qui utilisaient le latin pour écrire leurs traités, au lieu de la langue vulgaire.

## Histoire du texte
Le regroupement de traités rattachés à Hippocrate remonte à l'Antiquité, comme en témoigne le travail de commentateurs comme Galien ou les éditions d'Artémidore Capiton et de Dioscoride. La Souda, une encyclopédie byzantine du Xe siècle, est la première à se référer au Corpus à proprement parler, qualifié de ἑξηκοντάϐιϐλος / exêkontábiblos, c'est-à-dire « composé de soixante livres »,.
L'ensemble du Corpus hippocratique a été imprimé d'un seul tenant en 1525. Cette édition était en Latin et a été publiée sous la direction de Marcus Fabius Calvus à Rome. La première édition complète en grec est parue l'année suivante à Venise. La première traduction en anglais a été publiée près de 300 ans plus tard.
Une des éditions les plus importantes est celle d'Émile Littré, qui a consacré vingt-deux ans (1839-1861) de travail acharné au Corpus hippocratique. Ce qui a pu être jugé comme un travail scolaire, encore imprécis et parfois malhabile, a néanmoins servi de référence pendant près d'un siècle. Une autre édition notable est celle de Franz Z. Ermerins, publiée à Utrecht entre 1859 et 1864. À partir de 1967, une importante édition moderne dirigée par Jacques Jouanna a commencé à paraître (avec le texte grec, la traduction et les commentaires en français) dans la Collection Budé. Une autre édition bilingue avec traduction annotée (en allemand ou en français) continue à paraître avec le Corpus Medicorum Graecorum publié par l'Akademie-Verlag à Berlin.